# Sahar Delijani
Œuvres principales
- Les Enfants du Jacaranda (2013)

Sahar Delijani (سحر دلیجانی), née en 1983, est une romancière irano-américaine. 
Son premier roman, Les Enfants du Jacaranda, a été publié dans plus de 75 pays et traduit dans 28 langues.

## Biographie
Sahar Delijani est née dans la prison d'Evin, à Téhéran, alors que ses parents y sont détenus en tant qu'activistes politiques opposés au nouveau régime islamique de Khomeini. La mère de Sahar passe deux ans et demi en prison et son père quatre. Son oncle, le frère cadet de son père, quant à lui, est exécuté en 1988 ainsi que des milliers de prisonniers politiques et enterrés dans des fosses communes par le régime. Sahar, son frère aîné et son cousin sont élevés par leurs grands-parents et leur tante jusqu'à la libération de leurs parents. Cette période de la vie de Sahar lui servira d'inspiration pour son premier roman, Les Enfants du Jacaranda, qui se déroule de 1983 à 2011, dans le contexte du mouvement vert iranien né du soulèvement postélectoral, où de jeunes Iraniens sont descendus dans la rue afin d'écrire leur propre histoire.
En 1996, alors âgée de douze ans, Sahar part s'installer en Caroline du Nord avec sa famille. En 2006, elle obtient un baccalauréat en arts en Littérature comparée à l'Université de Californie à Berkeley. Elle vit en Californie aujourd'hui et travaille sur son deuxième roman.
Deux fois nommée pour le prix Pushcart, les écrits de Sahar ont déjà paru dans de nombreux journaux et magazines littéraires tels que Prick of the Spindle, The Battered Suitcase, Slice Magazine, Corriere della Sera et La Nazione.

## Parutions en français
- Les Jacarandas de Téhéran (titre original : Children of the Jacaranda Tree), trad. par Pauline Miller-Fleuret, éd. Albin Michel, 2014  (ISBN 222630665X). Réédition au Livre de poche, 2015, sous le titre Les Enfants du Jacaranda  (ISBN 9782253194668).